# Россия выбирает
«Россия выбирает» - российское негосударственное общественное движение и одноимённый проект, осуществляющие независимое наблюдение и оценку легитимности выборов в России. Движение и проект существуют с 2016 года.

## История и деятельность
Согласно информации на официальном сайте в 2016 году движение основали юристы Александр Закускин и Елена Бабченкова. Основатели регулярно комментируют российские выборы в федеральных и региональных СМИ, привлекаются как эксперты-юристы по наблюдению за выборами и оценке электоральных процессов. Проект «Россия выбирает» запущен в сентябре 2016 года.
Первым мероприятием, за которым  осуществляло наблюдение «Россия выбирает», стало предварительное голосование по отбору кандидатов в депутаты Государственной Думы РФ от «Единой России» 22 мая 2016 года. Движение направляло своих наблюдателей на Выборы в Государственную думу (2016), Единый день голосования 10 сентября 2017 года, Президентские выборы в России (2018), Общероссийское голосование по поправкам к Конституции России 2020 года и менее значимые электоральные мероприятия.
"Россия выбирает" использует волонтёров, которые направляются на избирательные участки в качестве наблюдателей и членов комиссий с правом совещательного голоса от политических партий. С партиями достигается предварительная договорённость об участии волонтёра в том или ином качестве.  В 2018 году при участии движения «Россия выбирает» стало одним из партнёров-организаторов первого в России конгресса наблюдателей. С 2017 года "Россия выбирает" является участником ассоциации независимых наблюдателей  "Национальный общественный мониторинг"(НОМ 24), объединяющий организации наблюдателей, такие как: «Корпус «За чистый выборы», «Группа 32», «Народный наблюдатель» и др.